# Adam Carlén
Adam Carlén, né le 27 juin 2000 à Mariestad en Suède, est un footballeur suédois qui évolue au poste de milieu central à l'Excelsior Rotterdam.

## Biographie

### En club
Né à Mariestad en Suède, Adam Carlén commence le football au Björsäters IF puis à l'IFK Mariestad avant de poursuivre sa formation au Degerfors IF. Il joue son premier match en professionnel lors d'une rencontre de championnat face au Varbergs BoIS, le 3 août 2019. Il est titularisé lors de cette rencontre remportée par son équipe sur le score de trois buts à un. En septembre 2019, il est promu définitivement en équipe première du Degerfors IF. Il inscrit son premier but en professionnel le 21 août suivant, lors d'une rencontre de coupe de Suède face au Sollentuna FK (en). Son équipe s'incline toutefois par quatre buts à trois ce jour-là.
Carlén joue son premier match d'Allsvenskan le 12 avril 2021, lors de la première journée de la saison 2021, face à l'AIK Solna. Il est titularisé et son équipe s'incline par deux buts à zéro.
Le 31 janvier 2023, Adam Carlén rejoint l'IFK Göteborg. Il signe un contrat courant jusqu'en décembre 2025,.
Il joue son premier match sous ses nouvelles couleurs le 20 février 2023, à l'occasion d'une rencontre de coupe de Suède face à l'Utsiktens BK. Il est titularisé en défense centrale et son équipe s'impose par trois buts à deux.
Le 30 juillet 2023, Carlén se fait remarquer en marquant deux buts en championnat face au Kalmar FF, pour ce qui est son premier doublé pour le club. Deux buts qui permettent à son équipe de s'imposer (2-0 score final) alors que l'équipe vit une saison difficile et n'avait plus gagné en championnat depuis dix matchs.

### En sélection
Le 8 novembre 2020, Adam Carlén est convoqué pour la première fois avec l'équipe de Suède espoirs. Il joue son premier match avec les espoirs un an plus tard, le 12 octobre 2021 contre l'Italie. Il entre en jeu à la place de Rami Al Hajj et les deux équipes se neutralisent (1-1 score final). Il est rappelé en mai 2022 en remplacement d'Hampus Finndell, ce dernier étant finalement forfait.